# フォッセニ・ディアバテ
フセニ・ディアバテ（Fousseni Diabaté, 1995年10月18日 - ）は、フランス・オーベルヴィリエ出身のマリ人サッカー選手。FCローザンヌ・スポルト所属。ポジションはFW（ウィング）。

## クラブ歴
2004年からスタッド・レンヌの下部組織でプレーを始めたが、2011年に退団しスタッド・ランスの下部組織に入団。2013年よりリザーブチームに昇格したが、トップ昇格は叶わなかった。その後EAギャンガンのリザーブチームを経て、2017年6月にリーグ・ドゥのガゼレク・アジャクシオとプロ契約を交わした。レギュラーの座を掴み、2017-18シーズン前半で公式戦20試合以上に出場した。
2018年1月13日、プレミアリーグのレスター・シティFCに4年半の契約で移籍。1月27日のFAカップ4回戦ピーターバラ・ユナイテッドFC戦でデビューし、2ゴールを挙げ5-1での勝利に貢献する。クロード・ピュエル監督の下2017-18シーズン後半戦で16試合に出場した。翌シーズンは1試合の出場に止まり、2019年1月にスュペル・リグのスィヴァススポルへシーズン終了まで期限付き移籍。加入後の17試合全てに出場し2得点を挙げた。2019年9月2日、リーグ・アンのアミアンSCに1年間のレンタル移籍。2020年2月15日、4-4の打ち合いとなったパリ・サンジェルマンFC戦では1ゴール1アシストを記録する。ルカ・エルスネル監督の下で公式戦24試合に出場したがクラブはリーグ18位に終わり降格、自身はレスターへレンタルバックとなった。
2020年9月25日、トラブゾンスポルに完全移籍し再びトルコでプレー。2021年1月21日、ギョズテペSKへシーズン終了までのローンとなることが発表された
2022年7月7日、パルチザン・ベオグラードに3年契約で移籍した。
2023年9月7日、FCローザンヌ・スポルトに2年契約で移籍した。

## 代表歴
フランス生まれであるが、代表はルーツのマリを選択した。
- U-20マリ代表
  - アフリカユース選手権2015
  - 2015 FIFA U-20ワールドカップ
- U-23マリ代表
  - トゥーロン国際大会2016